# Oldenburg (Oldb) Hauptbahnhof
Oldenburg (Oldb) Hauptbahnhof is een spoorwegstation in de Duitse plaats Oldenburg. Het station behoort tot de Duitse stationscategorie 2.

## Geschiedenis

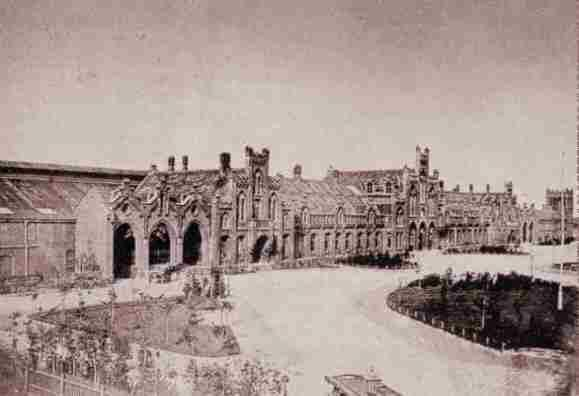
Het originele station in 1885

Het eerste station in de hoofdstad van de Hertogdom Oldenburg langs de spoorlijn Oldenburg - Bremen werd door de Großherzoglich Oldenburgische Eisenbahn geopend op 15 juli 1867. Op 3 september 1867 werd de Oldenburg - Heppens (later Wilhelmshaven) gefinancierd door de Pruisische overheid. De spoorlijn werd geëxploiteerd door de Oldenburgse Staadsspoorwegen, welke de lijn in 1913 kocht van Pruisen, waardoor er een enorm begrotingstekort ontstond op het staatsbudget. Op 15 juni 1869 werd de spoorlijn Oldenburg - Leer geopend en de spoorlijn Oldenburg - Osnabrück op 15 oktober 1875.
Het eerste Oldenburgse station was gepland op de hedendaagse Cäcilienplatz. In 1868 werd het duidelijk dat het voorgestelde gebouw te klein was voor de groeiende vraag. Hierdoor is het project nooit gerealiseerd. Daarom werd een gebouw voor goederen verbouwd tot station, wat twaalf jaar heeft geduurd.
Op 21 mei 1879 werd uiteindelijk het eerste echte station van Oldenburg ingehuldigd, op de huidige locatie. Het was een neogotisch gebouw, het werd gezien als een van de meest romantische stationsgebouw van Duitsland.
Het huidige station is op 3 augustus 1915 met weinig ceremonieel ingehuldigd na vier jaar van verbouwing. Het grote art-nouveaugebouw was ontworpen door Friedrich Mettegang. Een apart gebouw was gepland voor de Groothertog van Oldenburg, genaamd de Fürstenhalle. Een onderdeel van de verbouwing was dat de sporen werden verhoogd naar 3,25 meter. Het gebouw was geplaatst aan de rand van de sporen zodat het station zou kunnen worden uitgebouwd door doorgangsstation. Tot die tijd moesten reizigers in Oldenburg overstappen.

## Treinverbindingen
Oldenburg Hbf is een knooppunt in Nedersaksen. Naast alle regionale treinen stoppen er ook ICE's en Intercity's in Oldenburg Hbf.

### Langeafstandstreinen
De volgende langeafstandstreinen stoppen in Oldenburg Hbf:
| Serie  | Route | Route | Frequentie                                                                |
| ------ | --- | --- | ------------------------------------------------------------------------- |
| ICE 10 | Berlijn (Ostbf – Hbf – Spandau) – Wolfsburg – Hannover – Verden – Bremen – Oldenburg (Oldb) Hbf                                           | Berlijn (Ostbf – Hbf – Spandau) – Wolfsburg – Hannover – Verden – Bremen – Oldenburg (Oldb) Hbf                                           | 1x per dag (ma-vr)                                                        |
| ICE 22 | Frankfurt (Main) – Kassel-Wilhelmshöhe – Hannover – Bremen – Oldenburg (Oldb) Hbf                                                         | Frankfurt (Main) – Kassel-Wilhelmshöhe – Hannover – Bremen – Oldenburg (Oldb) Hbf                                                         | 1x per dag                                                                |
| ICE 25 | Hamburg (Altona – Dammtor – Hbf – Harburg) –                                                                                              | Hannover – Göttingen – Kassel-Wilhelmshöhe – Fulda – Würzburg – Nürnberg – Ingolstadt – München                                           | 1x per uur Hamburg-München. 1x per twee uur één treinstel naar Oldenburg. |
| ICE 25 | Oldenburg (Oldb) Hbf – Bremen – | Hannover – Göttingen – Kassel-Wilhelmshöhe – Fulda – Würzburg – Nürnberg – Ingolstadt – München                                           | 1x per uur Hamburg-München. 1x per twee uur één treinstel naar Oldenburg. |
| IC 56  | Norddeich Mole – Emden – Leer (Ostfriesl) – Oldenburg (Oldb) Hbf – Bremen – Hannover – Braunschweig – Magdeburg – Halle (Saale) – Leipzig | Norddeich Mole – Emden – Leer (Ostfriesl) – Oldenburg (Oldb) Hbf – Bremen – Hannover – Braunschweig – Magdeburg – Halle (Saale) – Leipzig | 1x per twee uur. 1x per dag vanaf Magdeburg naar: Berlin - Cottbus        |
| IC 56  | Stralsund → Pasewalk → Angermünde → Berlijn (Gesundbrunnen → Spandau) → Stendal → Wolfsburg → Hannover → Bremen → Oldenburg (Oldb) Hbf    | Stralsund → Pasewalk → Angermünde → Berlijn (Gesundbrunnen → Spandau) → Stendal → Wolfsburg → Hannover → Bremen → Oldenburg (Oldb) Hbf    | alleen op zondag                                                          |

### Regionale treinen
De volgende regionale treinen doen Oldenburg Hbf aan:
| Serie | Treinsoort                       | Route | Bijzonderheden              |
| ----- | -------------------------------- | --- | --------------------------- |
| RE 1  | Regional-Express (DB Regio Nord) | Hannover Hbf – Nienburg (Weser) – Verden (Aller) – Bremen Hbf – Delmenhorst – Hude – Oldenburg (Oldb) Hbf – Leer (Ostfriesl) – Emden Hbf – Norddeich Mole | Rijdt eenmaal per twee uur. |
| RE 18 | Regional-Express (NordWestBahn)  | Wilhelmshaven Hbf – Oldenburg (Oldb) Hbf – Cloppenburg – Bramsche – Osnabrück Hbf                                                                         |                             |
| RE 19 | Regional-Express (NordWestBahn)  | Wilhelmshaven Hbf – Oldenburg (Oldb) Hbf – Hude – Delmenhorst – Bremen Hbf                                                                                | Enkele treinen per dag      |
| S3    | Regio-S-Bahn (NordWestBahn)      | Bremen Hbf – Delmenhorst – Oldenburg (Oldb) Hbf – Bad Zwischenahn                                                                                         |                             |

0,0: Oldenburg (Oldb) Hbf ·
4,3: Neuenwege ·
8,2: Wüsting ·
16,7: Hude ·
21,8: Bookholzberg ·
25,5: Schierbrok ·
27,5: Hoykenkamp ·
30,7: Delmenhorst ·
33,5: Delmenhorst Df ·
34,2: Heidkrug ·
41,8: Bremen Neustadt ·
44,4: Bremen Hauptbahnhof
0,0: Oldenburg (Oldb) Hbf ·
3,7: Ohmstede ·
6,4: Etzhorn ·
8,3: Ipwege ·
10,4: Loy ·
16,2: Großenmeer ·
21,1: Oldenbrok ·
24,5: Strückhausen ·
27,0: Ovelgönne ·
31,9: Brake (Unterweser)
0,0: Oldenburg (Oldb) Hbf ·
3,0: Oldenburg-Wechloy ·
Bloh ·
Kayhauserfeld ·
15,2: Bad Zwischenahn ·
23,2: Westerstede-Ocholt ·
29,5: Apen ·
32,2: Augustfehn ·
39,6: Stickhausen-Felde ·
42,8: Filsum ·
47,9: Nortmoor ·
55,0: Leer (Ostfriesl) ·
Leer (Ostfriesl) Gbf
- Virtual International Authority File: 246293045